# Perl-UNC Neuroscience Prize
Der Perl-UNC Neuroscience Prize ist ein Wissenschaftspreis der University of North Carolina auf dem Gebiet der Neurowissenschaften zum Gedenken an Edward R. Perl († 2014). Der Preis ist (Stand 2023) mit 20.000 US-Dollar dotiert. Sieben seiner 31 Preisträger haben später einen Nobelpreis gewonnen (Stand Dezember 2023).

## Preisträger
- 2000 David Julius, Cloning the Capsaicin Receptor
- 2001 Roderick MacKinnon, Solving the Crystal Structure of the Potassium Channel
- 2002 Linda B. Buck, Richard Axel, Discovery of the Family of Olfactory Receptor Proteins
- 2003 Yves Barde, Discovery of Brain-Derived, Neurotrophic Factor
- 2004 Roger Tsien, Development of Tools for Monitoring Signaling in Living Nerve Cells
- 2005 Robert Malenka, Roger A. Nicoll, Discovery of Mechanisms that Underlie Long Term Synaptic Plasticity
- 2006 Solomon H. Snyder, Identification of Opiate Receptors in the Brain
- 2007 Huda Zoghbi, Discovery of the Genetic Basis of Rett Syndrome
- 2008 Michael E. Greenberg, Discovery of Signaling Pathways Underlying Activity-Regulated Gene Transcription in Neurons
- 2009 Thomas Jessell, Defining Molecular Mechanisms that Regulate the Development of Neural Circuits
- 2010 Catherine Dulac, Cori Bargmann, Discovery of Chemosensory Circuits that Regulate Social Behaviors
- 2011 Karl Deisseroth, Edward Boyden, Feng Zhang, Development and Application of Optogenetics for Studying Neural Circuit Functions
- 2012 Edvard Moser, May-Britt Moser, discovery of key principles governing the internal representation of space and episodic memory
- 2013 Marcus Raichle, discoveries related to the ‚default mode network‘ of  brain function
- 2014 David Tank, discovery of fundamental mechanisms of neural computation
- 2015 Christopher A. Walsh, discovery of genes and mechanisms regulating human cortical development
- 2016 David Anderson, discovery of neural circuit mechanisms controlling emotional behaviors
- 2017 Winrich Freiwald, Doris Y. Tsao, discovery of brain mechanisms of face recognition
- 2018 S. Lawrence Zipursky, Joshua R. Sanes, discovery of cell-surface proteins that control circuit assembly in the visual system
- 2019 Lily Jan, Yuh-Nung Jan, discovery and functional characterization of potassium channels
- 2022 Maiken Nedergaard, discovery of the glymphatic system
- 2023 Leslie B. Vosshall, work on receptors that drive host-seeking behavior in the mosquito
- 2024 David D. Ginty, pioneering research on the development and function of the neural circuits underlying touch[1]